# Alberto Guerrero Martínez
Alberto Guerrero Martínez (Guayaquil, 28 de junio de 1878-Guayaquil, 21 de mayo de 1941) fue un político ecuatoriano. Fue Encargado del Poder Ejecutivo del Ecuador, entre el 2 de septiembre al 5 de diciembre de 1932, tras la Guerra de los Cuatro Días.

## Biografía
Alberto nació el 28 de junio de 1878, en la ciudad ecuatoriana de Guayaquil. Hijo de Rafael Guerrero González y Emma Martínez Izquieta.
Realizó toda su formación en su ciudad natal, culminando en la Universidad de Guayaquil, donde obtuvo el título de Doctor en Jurisprudencia.

### Vida política
Se inició en la política en 1912, luego del asesinato de los Héroes Liberales, asistiendo al Congreso Nacional, primero como Diputado y luego como Senador. Fue Secretario de la Corte Superior de Justicia de Guayaquil. 
Fue Presidente del Congreso Nacional, entre 1923 y 1925, en tal calidad fue Encargado del Poder Ejecutivo, durante los gobiernos de José Luis Tamayo y de Gonzalo Córdova. Fue así como pudo nacionalizar el Ferrocarril del Sur por medio de la compra de bonos y acciones a los tenedores ingleses y americanos.
Fue Presidente del Concejo de Guayaquil, en 1931.

#### Encargado del Poder Ejecutivo de Ecuador en 1932
Fue Presidente del Congreso en 1932, y bajo esta calidad fue Encargado del Poder Ejecutivo, entre septiembre y diciembre del mismo año; esto tras la Guerra de los Cuatro Días, que culminó con la renuncia del presidente electo, Neptalí Bonifaz.
Se dedicó a trabajar por la reconstrucción de un país que estaba casi destruido por el desgobierno, las pasiones políticas y la guerra civil, en los tres meses que duró su corta administración.

### Fallecimiento
Cansado y luego de haber servido a la Patria, se retiró de la política. Falleció el 21 de mayo de 1941, en su natal Guayaquil, a consecuencia de un Infarto agudo de miocardio.